# Мяртин, Маркко
Ма́ркко Мя́ртин (эст. Markko Märtin; род. 10 ноября 1975, Тарту) — эстонский автогонщик, наиболее известный по своим выступлениям в ралли. Бронзовый призёр чемпионата мира по ралли 2004 года.
Маркко — первый гонщик с постсоветского пространства, которому удалось выиграть этапы чемпионата мира по ралли в абсолютном зачёте, и стать призёром мирового первенства по итогам сезона.

## Общая информация
Маркко из раллийной семьи: уже в детстве вместе с отцом он регулярно посещал различные региональные соревнования и не только наблюдал за гонками со стороны, но и наблюдал за миром подобных чемпионатов изнутри, периодически даже путешествуя по спецучастками в машинах тех. помощи. Однако до восемнадцати лет, дабы не вступать в конфликт с местным законодательством, семья не допускала самого Мяртина-младшего до участия в ралли.

## Спортивная карьера

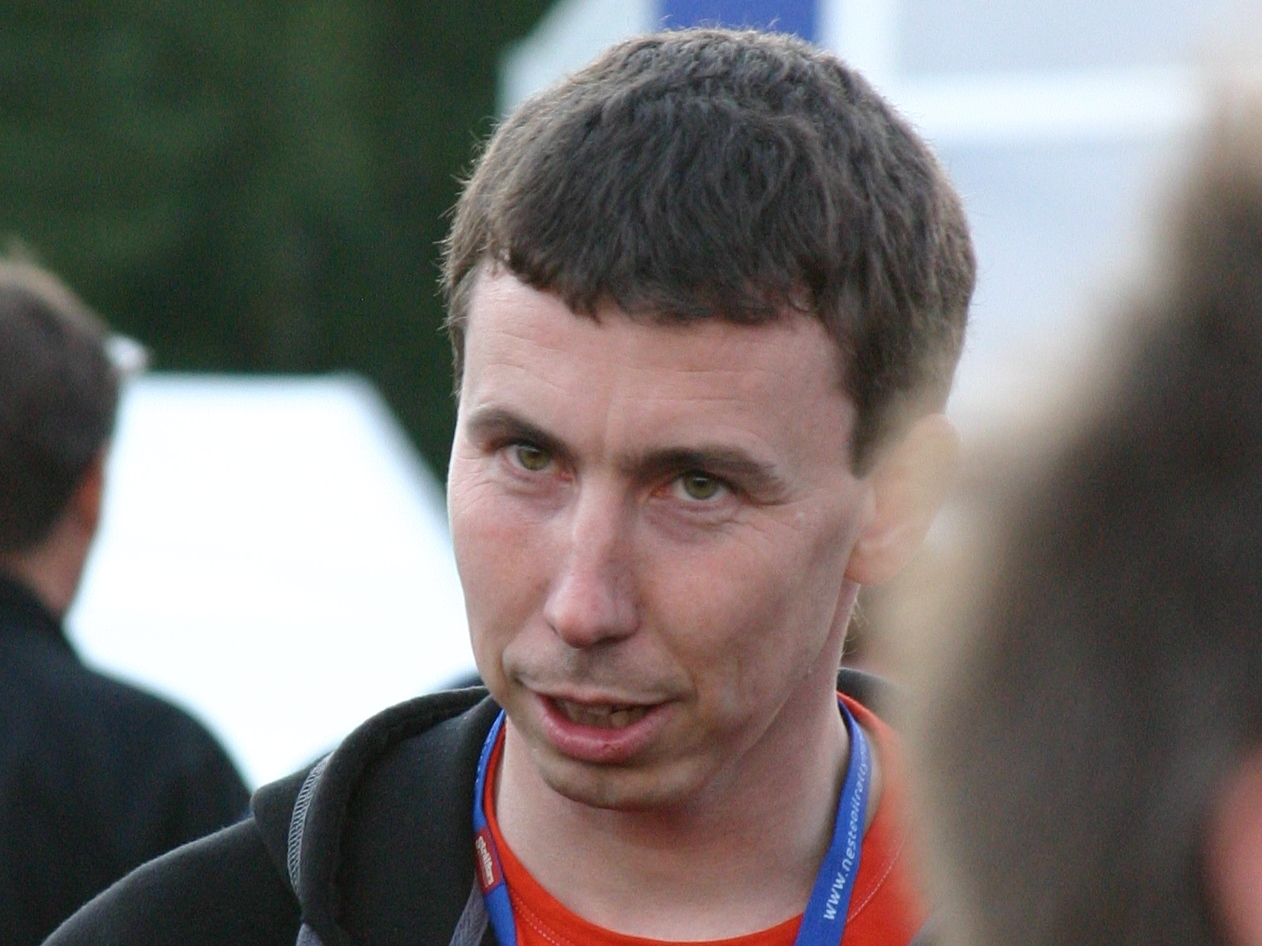
Мяртин в 2006 году

Маркко дебютировал в ралли в 1994 году на переделанной Lada Samara своего дяди. Вместе с Роби Яанусом он достаточно быстро смог на равных бороться с лидерами своей категории в национальных состязаниях, уже к концу второго сезона став чемпионом Эстонии. Почувствовав всё более сильное желание связать с ралли свою жизнь, эстонец в 1996 году находит возможность купить более конкурентную технику, приобретя Ford Escort. Этот автомобиль позволяет эстонцу прибавить в скорости и несколько раз финишировать на подиуме в абсолютном зачёте на национальных стартах. Отсутствие сколько-нибудь серьёзных аварий в этот период позволило Мартину перепродать в конце сезона эту технику с 20% выгодой.
В следующие пару лет Маркко вместе с Тоомасом Китсингом участвует в различных североевропейских стартах, пилотируя модификации Toyota Celica. В этот период растёт профессиональный уровень Мартина как пилота, а постепенно всё более растущие результаты позволяют ему иметь стабильную спонсорскую поддержку и принимать участие во всё более престижных гонках: в августе 1997 года эстонец дебютирует в WRC, приняв участие в ралли Финляндии. Соревнование не удалось завершить из-за некстати отказавшей КПП.
В следующие несколько лет Маркко всё чаще участвует в чемпионате мира: в 1999 году ему впервые удаётся получить машину, подготовленную по регламенту World Rally Car, и уже на втором ралли — в Швеции — привести её на восьмое место в абсолюте, опередив нескольких пилотов заводских команд. Быстрый новичок со стабильной спонсорской поддержкой заинтересовывает представителей спортивной программы Toyota, которые соглашаются предоставить эстонцу свою машину вместе с технической поддержкой на соревнованиях. В начале 2000 года происходит ещё одно важное изменение в карьере Мартина: вместо многочисленных соотечественников место его штурмана занимает британец Майкл Парк. Новый альянс быстро стал показывать неплохие результаты
Уверенные гонки новой комбинации привлекают к ним внимание и заводских команд: в 2000-2001 годах он проводит десяток этапов WRC за заводскую команду Subaru, а в 2002 году присоединяется к Ford WRT. В коллективе Малькома Уилсона эстонец постепенно прибавляет в результатах, а в 2003 году, когда из британской организации уходят её ведущие пилоты Колин Макрей и Карлос Сайнс, становится её новым лидером. Мартин и его напарник Франсуа Дюваль удачно заменяют опытного испанца и британца и уже в первый сезон в новом статусе вполне уверенно смотрятся на этапах чемпионата мира. Маркко смог выиграть два ралли, заняв в личном зачёте четвёртое место, среди прочих опередив и опытного Маркуса Грёнхольма на Peugeot. Через год Мартин подтверждает подобный уровень результатов, выиграв ещё три этапа WRC и заняв в чемпионате третье место.
Перед сезоном 2005 года быструю пару пилотов Ford переманили к себе конкуренты: Дюваль ушёл в Citroën; а Маркко отправился в Peugeot. На новом месте эстонец подтвердил свою скорость и стабильность, на равных соперничая с двукратным чемпионом мира Грёнхольмом. Побеждать до поры не удавалось, но стабильные финиши на околоподиумных позициях позволяли ему держаться в лидируещей группе личного зачёта. В сентябре произошло событие, поставившее крест на карьере эстонца в чемпионате мира: на одном из скоростных участков Маркко перестарался на быстром отрезке, и на скорости в 120 км/ч упустил машину: его Peugeot развернуло, выбросило на обочину и ударило в дерево. Машина влетела в дерево точно правой дверью: сила удара превысила максимум по тогдашнему техническому регламенту и сидевший справа Парк получил травмы, не совместимые с жизнью, Мартин отделался лёгкими ушибами. Потрясённый смертью напарника эстонец вскоре объявил об уходе из WRC.
В следующие несколько лет Маркко принимал участие в небольших региональных ралли, тестировал новые автомобили для заводских программ Ford и Mini. В 2006 году эстонец попробовал себя в чисто кольцевых гонках, проведя несколько стартов в DTC.

## Победы на этапах в чемпионате мира
| 2003 | 1 | Акрополис | Майкл Парк | Ford Focus RS |
| 2003 | 2 | Финляндия | Майкл Парк | Ford Focus RS |
| 2004 | 3 | Мексика   | Майкл Парк | Ford Focus RS |
| 2004 | 4 | Корсика   | Майкл Парк | Ford Focus RS |
| 2004 | 5 | Каталония | Майкл Парк | Ford Focus RS |

## Результаты

### Статистика
Показатели, по которым Мяртин был лучшим в сезоне (за исключением стартов и сходов), выделены зелёным цветом. Полужирным - лучшие лично для него.
| Сезон | Команда | Старты | Победы | Подиумы | СУ  | Лид. | Сходы | Очки | Место |
| ----- | ------- | ------ | ------ | ------- | --- | ---- | ----- | ---- | ----- |
| 2002  | Ford    | 13     | 0      | 1       | 11  | 14   | 1     | 20   | 9     |
| 2003  | Ford    | 14     | 2      | 4       | 51  | 42   | 5     | 49   | 5     |
| 2004  | Ford    | 16     | 3      | 9       | 32  | 40   | 4     | 79   | 3     |
| 2005  | Peugeot | 12     | 0      | 4       | 5   | 0    | 1     | 53   | 5     |
| Всего | Всего   | 86     | 5      | 18      | 101 | 96   | 26    | 207  |       |

### Чемпионат мира
В 1997-98 годах Мяртин принял участие в пяти ралли, очков не набрал (3 схода, 9 место на Ралли Сан-Ремо 1998 и 12 место на Ралли Финляндии 1998..
| Год  | Команда                  | Автомобиль                  | 1        | 2      | 3        | 4        | 5        | 6        | 7        | 8        | 9      | 10       | 11       | 12       | 13       | 14       | 15    | 16       | Место | Очки |
| ---- | ------------------------ | --------------------------- | -------- | ------ | -------- | -------- | -------- | -------- | -------- | -------- | ------ | -------- | -------- | -------- | -------- | -------- | ----- | -------- | ----- | ---- |
| 1999 | Markko Märtin            | Разные                      |          | ШВЕ 8  |          | ПОР Сход |          |          |          | ГРЕ 5    |        | ФИН Сход |          | ИТА Сход |          | ВЕЛ 8    |       |          | 18    | 2    |
| 2000 | Lukoil EOS Rally Team +S | Toyota Corolla WRC AE111 +S |          | ШВЕ 9  |          | ПОР 7    | ИСП 10   |          | ГРЕ Сход |          | ФИН 10 | КИП 6    |          | ИТА Сход | АВС Сход | ВЕЛ 7    |       |          | 21    | 1    |
| 2001 | Subaru World Rally Team  | Subaru Impreza WRC2001      | МОН Сход | ШВЕ 12 | ПОР Сход | ИСП Сход |          |          | ГРЕ Сход |          | ФИН 5  |          | ИТА Сход | ФРА 6    |          | ВЕЛ Сход |       |          | 19    | 3    |
| 2002 | Ford Motor Co            | Ford Focus RS WRC 02        | МОН 12   |        | ФРА 8    | ИСП 8    | КИП 8    | АРГ 4    | ГРЕ 6    | КЕН 4    | ФИН 5  | ГЕР 6    | ИТА 5    | НЗЛ Сход | АВС 5    | ВЕЛ 2    |       |          | 9     | 20   |
| 2003 | Ford Motor Co            | Ford Focus RS WRC 02/03     | МОН 4    | ШВЕ 4  | ТУР 6    | НЗЛ Сход | АРГ Сход | ГРЕ 1    | КИП Сход | ГЕР 5    | ФИН 1  | АВС ДСК  | ИТА 3    | ФРА Сход | ИСП 3    | ВЕЛ Сход |       |          | 5     | 49   |
| 2004 | Ford Motor Co            | Ford Focus RS WRC 03/04     | МОН 2    | ШВЕ 7  | МЕК 1    | НЗЛ 3    | КИП 2    | ГРЕ Сход | ТУР 24   | АРГ Сход | ФИН 2  | ГЕР 4    | ЯПО 3    | ВЕЛ 3    | ИТА Сход | ФРА 1    | ИСП 1 | АВС Сход | 3     | 79   |
| 2005 | Peugeot                  | Peugeot 307 WRC             | МОН 4    | ШВЕ 2  | МЕК 3    | НЗЛ 5    | ИТА 4    | КИП 3    | ТУР 5    | ГРЕ 8    | АРГ 6  | ФИН 3    | ГЕР 4    | ВЕЛ Сход |          |          |       |          | 5     | 53   |